# Stefanów Ruszkowski
Stefanów Ruszkowski [pronunciación en polaco: /stɛˈfanuf ruʂˈkɔfski/] es un pueblo ubicado en el distrito administrativo de Gmina Brzeźnio, dentro del Distrito de Sieradz, Voivodato de Łódź, en Polonia central. Está localizado aproximadamente a 5 kilómetros al noreste de Brzeźnio, a 11 kilómetros al suroeste de Sieradz, y a 62 kilómetros al suroeste de la capital regional Łódź.